# Alexander Ndoumbou
Alexander N'Doumbou, né le 4 janvier 1992 à Port-Gentil (Gabon), est un footballeur international gabonais qui évolue au poste de milieu de terrain au Zhejiang FC. Naturalisé chinois en 2019, il prend le nom de Qian Jiegei.

## Biographie

### Début à l'Olympique de Marseille
Né au Gabon d'un père gabonais et d'une mère chinoise, le jeune Alexander Ndoumbou commence tôt le football dans le club de l'AS Sogara jusqu'à l'âge de 12 ans.
En 2004, il quitte son pays natal pour jouer dans le petit club de Carpentras. Il se fait connaître lors d'un stage estival où il est élu « meilleur joueur du tournoi ». Ndoumbou réalise des essais avec succès au FC Martigues où il évolue durant une saison.
Rapidement remarqué par les recruteurs de l'Olympique de Marseille, il rejoint le centre de formation du club phocéen en 2006. Alexander Ndoumbou côtoie régulièrement l'effectif professionnel du club et figure plusieurs fois dans le groupe lors de matchs de coupes.
Le 10 janvier 2010, il fait sa première apparition en équipe première dans un match officiel pour le 32e de finale de la Coupe de France contre le club de Trélissac (2-0). Il entre en jeu à la 88e minute du match à la place de son coéquipier Mathieu Valbuena.
Le 10 août 2011, Alexander Ndoumbou est prêté pour une saison sans option d'achat à l'US Orléans, qui évolue en National. Le 7 suivant, il marque son premier but sous ses nouvelles couleurs contre le Red Star 93. Régulièrement aligné, Ndoumbou marque 3 buts en 21 matchs de championnat et Orléans termine à la 7e place du classement.
Lors de l'été 2012, Ndoumbou revient à l'Olympique de Marseille et émet le souhait d'être prêté dans un club de Ligue 2 pour la saison 2012-2013. Cependant, les dirigeants marseillais décident de conserver le milieu gabonais.
Après avoir été plusieurs fois retenu dans le groupe professionnel de l'Olympique de Marseille sans entrer en jeu, Alexander Ndoumbou est l'objet d'une offre de prêt de la part de l'US Orléans, son ancien club, toujours en National. Le 1er octobre 2012, plusieurs médias annoncent qu'un accord portant sur un prêt jusqu'à la fin de la saison a été obtenu entre la direction de l'Olympique de Marseille, le joueur et le club de l'US Orléans,. D'abord annoncé sur le site de l'OM le 9 octobre, ce prêt est officialisé sur le site du club orléanais le 18 octobre suivant.
Il dispute son premier match de la saison 2012-2013 lors du 6e tour de la Coupe de France face au FC Chartres. Titulaire, Ndoumbou provoque l'expulsion d'un adversaire à la demi-heure de jeu puis délivre une passe décisive sur l'unique but du match.
En fin de contrat en juin 2015, il n'est pas conservé par le club.
Il acquiert la nationalité française par naturalisation le 6 avril 2016.

### Shanghai Shenhua et changement de nom
En février 2019, il s'engage avec le Shanghai Shenhua,. Il est ensuite naturalisé chinois et se fait appeler Qian Jiegei.  

### En sélection nationale
Le 9 février 2011, il honore sa première sélection avec le Gabon en entrant à la 73e minute à la place de Bruno Mbanangoye Zita lors du match amical face à la République démocratique du Congo (2-0).
En novembre 2011, il dispute qualifications pour les JO en les remportant, il dispute 4 rencontres et délivre deux passes décisives .
En juillet et août 2012, Alexander Ndoumbou est sélectionné pour la première participation du Gabon au tournoi olympique. Titulaire contre la Suisse le 26 juillet 2012, il délivre une passe décisive à Pierre-Emerick Aubameyang qui marque l'unique but des Gabonais (1-1). Il participe aux deux autres rencontres des Panthères qui terminent troisièmes de leur groupe avec deux points, et ne se qualifient donc pas pour les quarts de finale de la compétition.
En 2015, il est sélectionné par le Gabon pour participer à la CAN mais ne joue aucune rencontre et sa sélection ne passe pas le premier tour.
En 2019, il renonce à son passeport gabonais afin d'obtenir la nationalité chinoise. Il n'est ainsi plus éligible pour jouer avec la sélection du Gabon, mais ne peut pas non plus jouer avec la sélection chinoise.

## Statistiques
| Saison                | Club                   | Championnat           | Championnat | Championnat | Coupe(s) nationale(s) | Coupe(s) nationale(s) | Compétition(s) continentale(s) | Compétition(s) continentale(s) | Compétition(s) continentale(s) | Gabon | Gabon | Total | Total |
| Saison                | Club                   | Division              | M.          | B.          | M.                    | B.                    | Comp.                          | M.                             | B.                             | M.    | B.    | M.    | B.    |
| 2009-2010             | Olympique de Marseille | Ligue 1               | -           | -           | 2                     | 0                     | -                              | -                              | -                              | -     | -     | 2     | 0     |
| 2010-2011             | Olympique de Marseille | Ligue 1               | -           | -           | -                     | -                     | -                              | -                              | -                              | 1     | 0     | 1     | 0     |
| 2013-2014             | Olympique de Marseille | Ligue 1               | -           | -           | -                     | -                     | -                              | -                              | -                              | 1     | 0     | 1     | 0     |
| 2014-2015             | Olympique de Marseille | Ligue 1               | -           | -           | -                     | -                     | -                              | -                              | -                              | 2     | 0     | 2     | 0     |
| Sous-total            | Sous-total             | Sous-total            | -           | -           | 2                     | 0                     | -                              | -                              | -                              | 4     | 0     | 6     | 0     |
| 2011-2012             | US Orléans (prêt)      | National              | 21          | 3           | 2                     | 1                     | -                              | -                              | -                              | 2     | 0     | 25    | 4     |
| 2012-2013             | US Orléans (prêt)      | National              | 10          | 0           | 2                     | 0                     | -                              | -                              | -                              | 2     | 0     | 14    | 0     |
| Sous-total            | Sous-total             | Sous-total            | 31          | 3           | 4                     | 1                     | -                              | -                              | -                              | 4     | 0     | 39    | 4     |
| 2016-2017             | FCV Dender             | 1ste Nationale        | 11          | 0           | -                     | -                     | -                              | -                              | -                              | 2     | 0     | 13    | 0     |
| 2017-2018             | FCV Dender             | 1ste Nationale        | 17          | 2           | -                     | -                     | -                              | -                              | -                              | -     | -     | 17    | 2     |
| Sous-total            | Sous-total             | Sous-total            | 28          | 2           | -                     | -                     | -                              | -                              | -                              | 2     | 0     | 30    | 2     |
| 2018-2019             | FK Stara Zagora        | Prva Liga             | 15          | 0           | 1                     | 0                     | -                              | -                              | -                              | -     | -     | 16    | 0     |
| 2019                  | Shanghai Shenhua       | Chinese Super League  | 24          | 1           | 3                     | 1                     | -                              | -                              | -                              | -     | -     | 27    | 2     |
| 2020                  | Shanghai Shenhua       | Chinese Super League  | 19          | 1           | 1                     | 0                     | AFC                            | 4                              | 0                              | -     | -     | 24    | 1     |
| 2021                  | Shanghai Shenhua       | Chinese Super League  | 9           | 0           | 6                     | 0                     | -                              | -                              | -                              | -     | -     | 15    | 0     |
| 2022                  | Shanghai Shenhua       | Chinese Super League  | 29          | 1           | -                     | -                     | -                              | -                              | -                              | -     | -     | 29    | 1     |
| Sous-total            | Sous-total             | Sous-total            | 81          | 3           | 10                    | 1                     | -                              | 4                              | 0                              | -     | -     | 95    | 4     |
| 2023                  | Zhejiang FC            | Chinese Super League  | 25          | 0           | 2                     | 0                     | -                              | -                              | -                              | -     | -     | 27    | 0     |
| 2024                  | Zhejiang FC            | Chinese Super League  | 19          | 0           | 1                     | 0                     | AFC                            | 2                              | 0                              | -     | -     | 22    | 0     |
| 2025                  | Zhejiang FC            | Chinese Super League  | 11          | 0           | 1                     | 0                     | AFC2                           | 6                              | 0                              | -     | -     | 18    | 0     |
| Sous-total            | Sous-total             | Sous-total            | 55          | 0           | 4                     | 0                     | -                              | 8                              | 0                              | -     | -     | 67    | 0     |
| Total sur la carrière | Total sur la carrière  | Total sur la carrière | 210         | 8           | 21                    | 2                     | -                              | 12                             | 0                              | 10    | 0     | 253   | 10    |

### Liste des matchs internationaux
| Matches internationaux de Alexander Ndoumbou | Matches internationaux de Alexander Ndoumbou | Matches internationaux de Alexander Ndoumbou | Matches internationaux de Alexander Ndoumbou | Matches internationaux de Alexander Ndoumbou | Matches internationaux de Alexander Ndoumbou | Matches internationaux de Alexander Ndoumbou                               |
|                                              | Date                                         | Lieu                                         | Adversaire                                   | Résultat                                     | Compétition                                  | Notes                                                                      |
| -------------------------------------------- | -------------------------------------------- | -------------------------------------------- | -------------------------------------------- | -------------------------------------------- | -------------------------------------------- | -------------------------------------------------------------------------- |
| 1.                                           | 9 février 2011                               | Stade Aimé Bergeal, Mantes-la-ville, France  | RD Congo                                     | 0-2                                          | Match amical                                 | Entre en jeu à la place de Bruno Mbanangoyé Zita à la 60e minute de jeu.   |
| 2.                                           | 9 juin 2012                                  | Stade d'Angondjé, Libreville, Gabon          | Burkina Faso                                 | 1-0                                          | Éliminatoires mondial 2014                   | Entre en jeu à la place de Lévy Madinda à la 81e minute de jeu.            |
| 3.                                           | 15 juin 2012                                 | Stade Mbombela, Nelspruit, Afrique du Sud    | Afrique du Sud                               | 3-0                                          | Match amical                                 | Entre en jeu à la place de Franck Engonga à la 62e minute de jeu.          |
| 4.                                           | 8 septembre 2012                             | Stade de l’Amitié Kérékou, Cotonou, Bénin    | Togo                                         | 1-1                                          | Éliminatoires CAN 2013                       | Entre en jeu à la place de Bruno Mbanangoyé Zita à la 78e minute de jeu.   |
| 5.                                           | 11 septembre 2012                            | Stade Pierre-Brisson, Beauvais, France       | Arabie saoudite                              | 1-0                                          | Match amical                                 | Entre en jeu à la place de André Biyogo Poko à la 60e minute de jeu.       |
| 6.                                           | 14 août 2013                                 | Stade Real SC, Queluz, Portugal              | Cap-Vert                                     | 1-1                                          | Match amical                                 | Entre en jeu à la place de Ulrich Boucka à la 46e minute de jeu.           |
| 7.                                           | 10 septembre 2013                            | Stade Setsoto, Maseru, Lesotho               | Lesotho                                      | 1-1                                          | Éliminatoires CAN 2015                       | Entre en jeu à la place de Lévy Madinda à la 90e minute de jeu.            |
| 8.                                           | 9 janvier 2015                               | Stade Mohammed-V, Casablanca, Maroc          | Sénégal                                      | 1-0                                          | Match amical                                 | Entre en jeu à la place de Guélor Kanga à la 46e minute de jeu.            |
| 9.                                           | 15 novembre 2016                             | Stade olympique, Tunis, Tunisie              | Comores                                      | 1-1                                          | Match amical                                 | Titulaire et remplacé par Serge Kevyn Aboué Angoué à la 39e minute de jeu. |
| 10.                                          | 24 mars 2017                                 | Stade Océane, Le Havre, France               | Guinée                                       | 2-2                                          | Match amical                                 | Titulaire.                                                                 |

## Palmarès

### En club
Lors de la saison 2010-2011, Alexander Ndoumbou est champion de méditerranée de DH (6e division française) avec l'équipe réserve de l'Olympique de Marseille en participant à quinze matchs de championnat et inscrivant quatre buts.
En 2014-2015, Alexander Ndoumbou est champion du groupe G de CFA 2 (5e division) avec l'équipe réserve de l'Olympique de Marseille en participant à quatorze matchs de championnat et inscrivant deux buts.
Il remporte son premier titre majeur avec le Shanghai Shenhua en soulevant la Coupe de Chine en 2019.

### En sélection
Avec l'équipe des moins de 23 ans du Gabon, il remporte la CAN en 2011.